# Puntea teugii
Puntea teugii este puntea care acoperă suprastructura teugii. Pe ea se află parte din instalația de ancorare (vinciul de ancoră sau cabestanul, stope, boțuri, nările de ancoră, nările puțului de lanț etc.) și numeroase dispozitive ale instalației de manevră și remorcare ale navei (babale, binte, urechi, somare, turnicheți etc). Parapetul punții este prevăzut cu nări de parâmă.